# راپیدوگراف

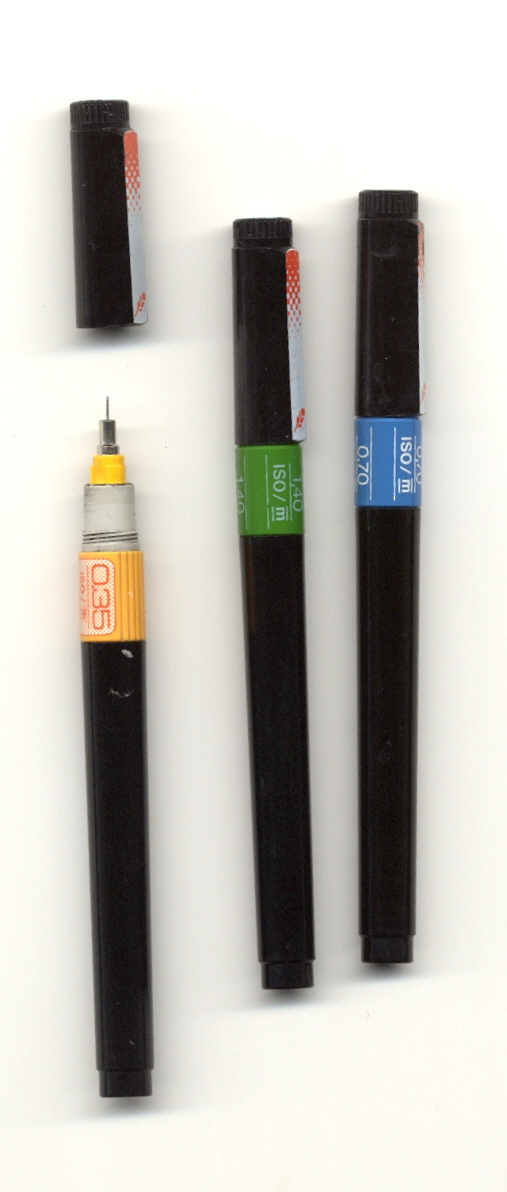
راپیروگراف

راپیدوگراف یا قلم فنی نوعی از قلم است که برای ترسیم خطوط با عرض مشخص در مهندسی و هنر گرافیک بکار می‌رود.

## نام
راپیدوگراف نام ثبت شده برای شرکت تولید لوازم تحریر آلمانی روترینگ است؛ بنابراین نام صحیح این قلم قلم فنی است. اگرچه نام راپیدوگراف (صرفنظر از اینکه تولیدکننده قلم چه شرکتی باشد) مقبولیت بیشتری دارد.

## ضخامت
راپیدوگرافها از ضخامت پنج صدم میلیمتر به بالا و با اختلاف عرض‌های پنج صدم میلیمتر تولید و عرضه می‌شوند.